# Опришко Віталій Федорович
Віталій Федорович Опришко (нар. 12 серпня 1942, с. Стара Оржиця, Згурівський район, Київська область — 19 грудня 2022) — український правознавець, заслужений юрист України. Декан юридичного факультету Київського національного економічного університету імені Вадима Гетьмана (1999—2017). Доктор юридичних наук (1984), професор (1987), заслужений діяч науки і техніки України (1992). Член-кореспондент Національної академії наук України (1997).

## Життєпис і наукова діяльність
У 1964—1969 роках навчався на юридичному факультеті Київського державного університету ім. Т. Г. Шевченка. У 1974 р. захистив кандидатську дисертацію на тему «Питання вдосконалення контролю за якістю товарів і дотриманням правил торгівлі». У цьому ж році вийшла його перша монографія «Контроль за якістю товарів і додержанням правил торгівлі».
У 1975—1985 роках — старший викладач, доцент кафедри конституційного та адміністративного права юридичного факультету Київського державного університету імені Т. Г. Шевченка. У 1984 року захистив докторську дисертацію на тему «Правові проблеми державного управління якістю продукції».
У 1985—1994 роках — завідувач кафедри правознавства Київського інституту народного господарства (нині — КНЕУ ім. Вадима Гетьмана), яка у 1986 році була визнана Міністерством вищої і середньої освіти УРСР базовою правовою кафедрою для неюридичних вузів УРСР. Працюючи на кафедрі, В. Ф. Опришко одночасно очолював науково-методичну комісію з правового навчання та виховання студентської молоді Міністерства вищої і середньої освіти УРСР, досвід якої був узагальнений та визнаний як найкращий на рівні республік колишнього СРСР. У 1987 році йому присвоєно вчене звання професора.
У 1994 році відповідно до постанови Президії Верховної Ради України створив Інститут законодавства Верховної Ради України та став його першим директором. Керував його діяльністю  до 2002 р. (до завершення строку державної служби).
Працюючи на посаді директора Інституту законодавства Верховної Ради України (1994—2002 рр.), В. Ф. Опришко започатковує нове наукове видання в Україні — «Збірник наукових праць Інституту законодавства Верховної Ради України» і очолює його редакційну колегію. За його редакцією були видані такі тематичні наукові збірники: «Вдосконалення законодавства України в сучасних умовах», «Конституція України — основа подальшого розвитку законодавства», «Проблеми державно-правової реформи в Україні», «Конституція України та проблеми систематизації законодавства», «Законодавство України: проблеми вдосконалення», «Законодавство України та міжнародне право», «Проблеми парламентської реформи» та інші.
В. Ф. Опришко разом з іншими ученими брав участь у розробці проєкту Конституції України, важливих законопроєктів, здійснював їх наукову експертизу.
Як завідувач кафедри правознавства Київського інституту народного господарства стає ініціатором підготовки юристів господарсько-правового спрямування та відкриття у КНЕУ спеціальності «Правознавство» (з 1993 р.). Згодом, у 1996 році було створено юридичний факультет, який він очолює як декан до цього часу.
В. Ф. Опришко є автором понад 200 наукових та інших відомих науковій громадськості друкованих праць, серед них — монографії, підручники, навчальні посібники, брошури і наукові статті. Напрями його творчого доробку пов'язані з теорією держави та права, конституційним та адміністративним правом, правовим регулюванням економіки, міжнародним економічним правом, правом Європейського Союзу та іншими галузями права.
У травні 2011 році з ініціативи В. Опришка факультетом разом з Європейською організацією публічного права була організована і проведена міжнародна науково-практична конференція, присвячена 25-м роковинам Чорнобильської катастрофи «Правові проблеми подолання наслідків Чорнобильської катастрофи». Опришко В. Ф. є неодноразовим переможцем Всеукраїнського конкурсу «Юрист року», визнаний за рейтинговим голосуванням найкращим освітянином 2011 року, нагороджений орденом 1-го ступеня Всесвітньої асоціації юристів, а Союзом юристів України йому присвоєно Почесне звання «Видатний юрист України». Він є членом Ради директорів Європейської організації публічного права.
У 2014 році у Парламентському видавництві вийшла з друку монографія «Міжнародне економічне право і процес». Монографія є першим науковим дослідженням у вітчизняній юридичній науці, у якому розглядаються комплексні теоретичні і практичні проблеми міжнародного економічного права і процесу як складової частини міжнародного публічного права. У роботі з'ясовується теорія і сучасні концепції міжнародного економічного права, його місце та роль в системі міжнародного права, джерела та принципи, характеризується правовий статус держав, міжнародних організацій та інших учасників міжнародного економічного співробітництва. Значне місце у роботі відводиться дослідженню особливостей підгалузей міжнародного економічного права (міжнародних торгового, валютного, інвестиційного та транспортного права).
В. Ф. Опришко є одним із авторів та керівником колективу авторів видання «Науково-практичний коментар до Закону України „Про вищу освіту“» (Парламентське видавництво, 2014 р.).